# Armand Mastroianni
Armand Mastroianni (New York, 1º agosto 1948) è un regista statunitense, di origini italiane.

## Filmografia parziale

### Cinema
- He Knows You're Alone (1980)
- L'ora che uccide (The Clairvoyant) (1982)
- I demoni della mente (Cameron's Closet) (1988)
- Double Revenge (1988)
- La profezia di Celestino (The Celestine Prophecy) (2006)

### Televisione
- Codice mistero (Tales from the Darkside) (1984-1987; 4 episodi)
- La guerra dei mondi (War of the Worlds) (1989-1990; 4 ep.)
- Venerdì 13 (Friday the 13th: The Series) (1989-1990; 8 ep.)
- Ragionevoli dubbi (Reasonable Doubts) (1991-1992; 3 ep.)
- Nightmare Cafe (1992; 2 ep.)
- L'anello (The Ring) (1996)
- Invasione letale (Invasion) (1997)
- Rapimento alla Casa Bianca (First Daughter) (1999)
- Final Run - Corsa contro il tempo (Final Run) (1999)
- Volo 762 - Codice rosso (Nowhere to Land) (2000)
- The Linda McCartney Story (The Linda McCartney Story) (2000)
- Giochi di potere (First Target) (2000)
- Il tocco di un angelo (Touched by an Angel) (2002; 4 ep.)
- First Shot (2002)
- Colpo di fulmine (Falling in Love with the Girl Next Door) (2006)
- Pandemic - Il virus della marea (Pandemic) (2007)
- Contatto finale (Final Approach) (2007)
- Ogni libro ha i suoi segreti (Grave Misconduct) (2008)
- Il gioco della vedova nera (Black Widow) (2008)
- Il nostro primo Natale (Our First Christmas) (2008)
- Man Life Crisis (2013; 5 ep.)
- Desiderio oscuro (A Dark Plan) (2012)